# Neskowin
Neskowin (kiejtése: [ˈnɛskoʊ.ɪn]) az Amerikai Egyesült Államok északnyugati részén, Oregon állam Tillamook megyéjében, a Slab-patak és a Csendes-óceán találkozásánál elhelyezkedő népszámlálás által kijelölt hely és jogi személyiséggel nem rendelkező közösség.
A 2010. évi népszámlálási adatok alapján 134 lakosa van. Területe 3,7 km², melynek 100%-a szárazföld.
Szelesebb időszakokban, amikor a szél elfújja a homok felső rétegét, láthatóvá válnak egy az 1700-as években megsemmisült lucfenyők alkotta őserdő maradványai.

## Népesség

### 2010
A 2010-es népszámláláskor 134 lakója, 71 háztartása és 45 családja volt. A népsűrűség 36,2 fő/km². A lakóegységek száma 464, sűrűségük 125,4 db/km². A lakosok 95,5%-a fehér, 1,5%-a ázsiai, 1,5%-a egyéb-, 1,5% pedig kettő vagy több etnikumú. A spanyol vagy latino származásúak aránya 2,2% (0,7% mexikói, 1,5% pedig egyéb spanyol/latino származású).
A háztartások 9,9%-ában élt 18 évnél fiatalabb. 56,3% házas, 4,2% egyedülálló nő, 2,8% pedig egyedülálló férfi; 36,6% pedig nem család. 26,9% egyedül élt; 8,4%-uk 65 éves vagy idősebb. Egy háztartásban átlagosan 1,89 személy élt; a családok átlagmérete 2,27 fő.
A medián életkor 60 év volt. A lakók 10,4%-a 18 évesnél fiatalabb, 1,5% 18 és 24 év közötti, 11,1%-uk 25 és 44 év közötti, 48,4%-uk 45 és 64 év közötti, 28,4%-uk pedig 65 éves vagy idősebb. A lakosok 47%-a férfi, 53%-uk pedig nő.

### 2000
A 2000-es népszámláláskor 169 lakója, 94 háztartása és 47 családja volt. A népsűrűség 45,3 fő/km². A lakóegységek száma 408, sűrűségük 109,4 db/km². A lakosok 94,08%-a fehér, 3,55%-a indián, 0,59%-a ázsiai, 0,59%-a egyéb-, 1,18% pedig kettő vagy több etnikumú. A spanyol vagy latino származásúak aránya 2,4% (1,2% mexikói, 1,2% pedig egyéb spanyol/latino származású).
A háztartások 11,7%-ában élt 18 évnél fiatalabb. 44,7% házas, 4,3% egyedülálló nő; 50% pedig nem család. 40,4% egyedül élt; 16%-uk 65 éves vagy idősebb. Egy háztartásban átlagosan 1,8 személy élt; a családok átlagmérete 2,32 fő.
A lakók 8,9%-a 18 évnél fiatalabb, 2,4%-a 18 és 24 év közötti, 17,8%-a 25 és 44 év közötti, 44,4%-a 45 és 64 év közötti, 26,6%-a pedig 65 éves vagy idősebb. A medián életkor 54 év volt. Minden 100 nőre 85,7 férfi jut; a 18 évnél idősebb nőknél ez az arány 83,3.
A háztartások medián bevétele 42 000 amerikai dollár, ez az érték családoknál $61 094. A férfiak medián keresete $27 500, míg a nőké $61 250. Az egy főre jutó bevétel (PCI) $26 576. A teljes népesség 8,1%-a élt létminimum alatt; a 65 év felettieknél ez a szám 15,8%.

## Fordítás
Ez a szócikk részben vagy egészben  a   Neskowin, Oregon című angol Wikipédia-szócikk ezen változatának fordításán alapul.  Az eredeti cikk szerkesztőit annak laptörténete sorolja fel. Ez a jelzés csupán a megfogalmazás eredetét és a szerzői jogokat jelzi, nem szolgál a cikkben szereplő információk forrásmegjelöléseként.